# Låssa församling
Låssa församling var en församling i Uppsala stift och i Upplands-Bro kommun. Församlingen uppgick 2006 i Bro församling.

## Administrativ historik
Församlingen har medeltida ursprung och var till 2006 annexförsamling i pastoratet Bro och Låssa som 1962 utökades med Håtuna församling och Håbo-Tibble församling. Församlingen uppgick 2006 i Bro församling. Församlingsnamnet skrevs före 1940 Lossa församling.

## Kyrkor
- Låssa kyrka